# Dryopteris wallichiana
Dryopteris wallichiana là một loài thực vật có mạch trong họ Dryopteridaceae. Loài này được (Spreng.) Alston & Bonner miêu tả khoa học đầu tiên năm 1956.

## Hình ảnh

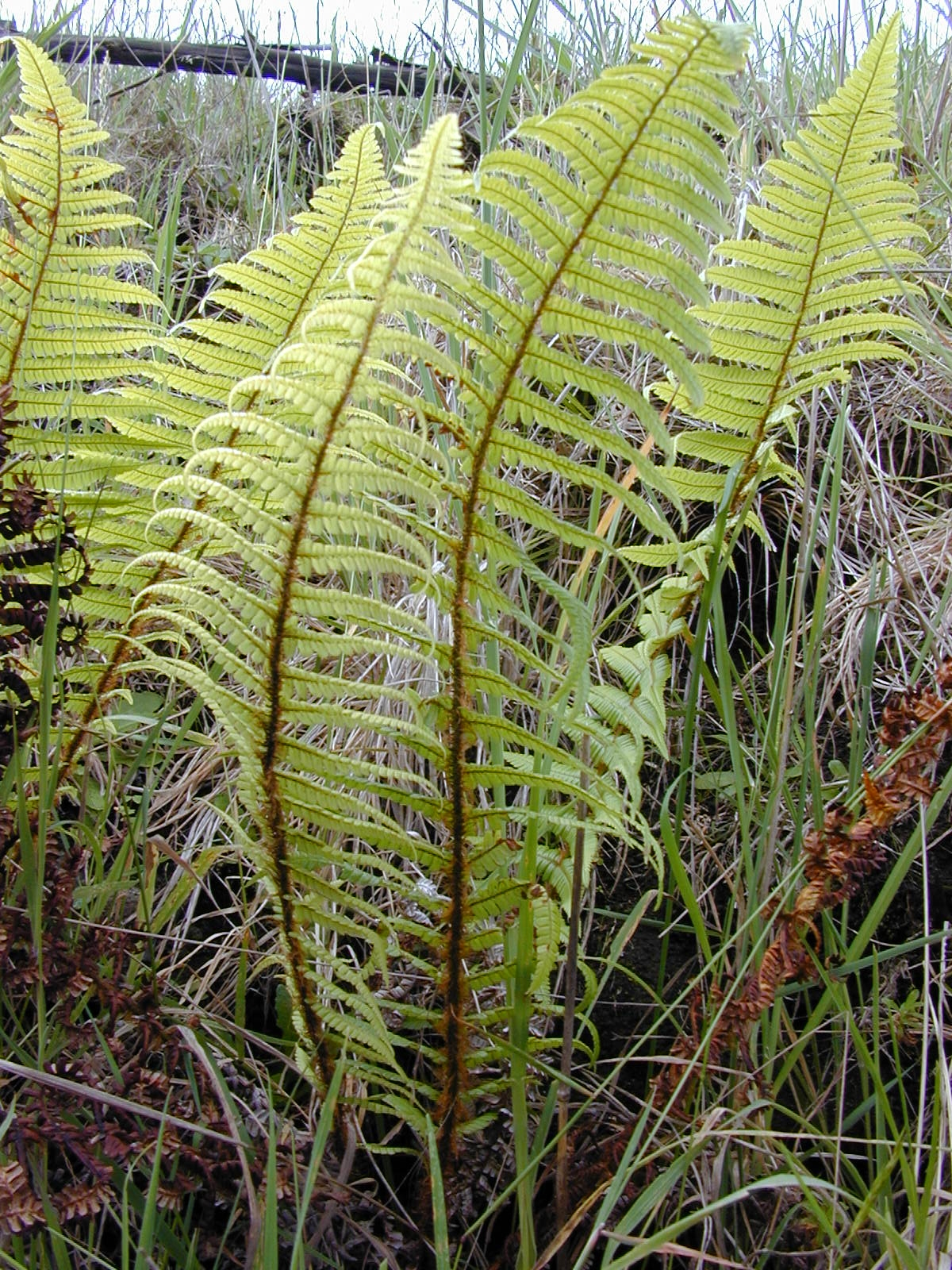
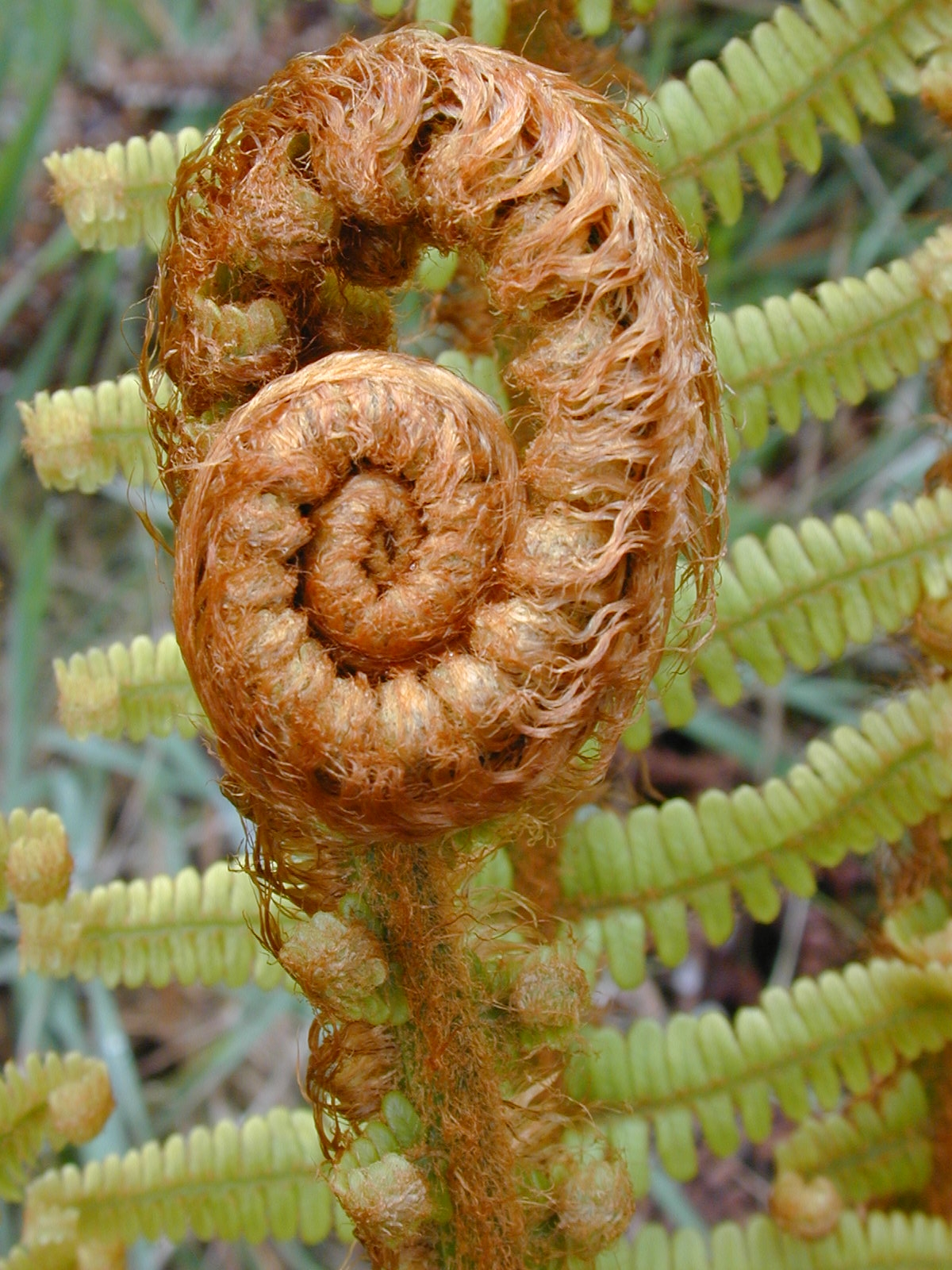
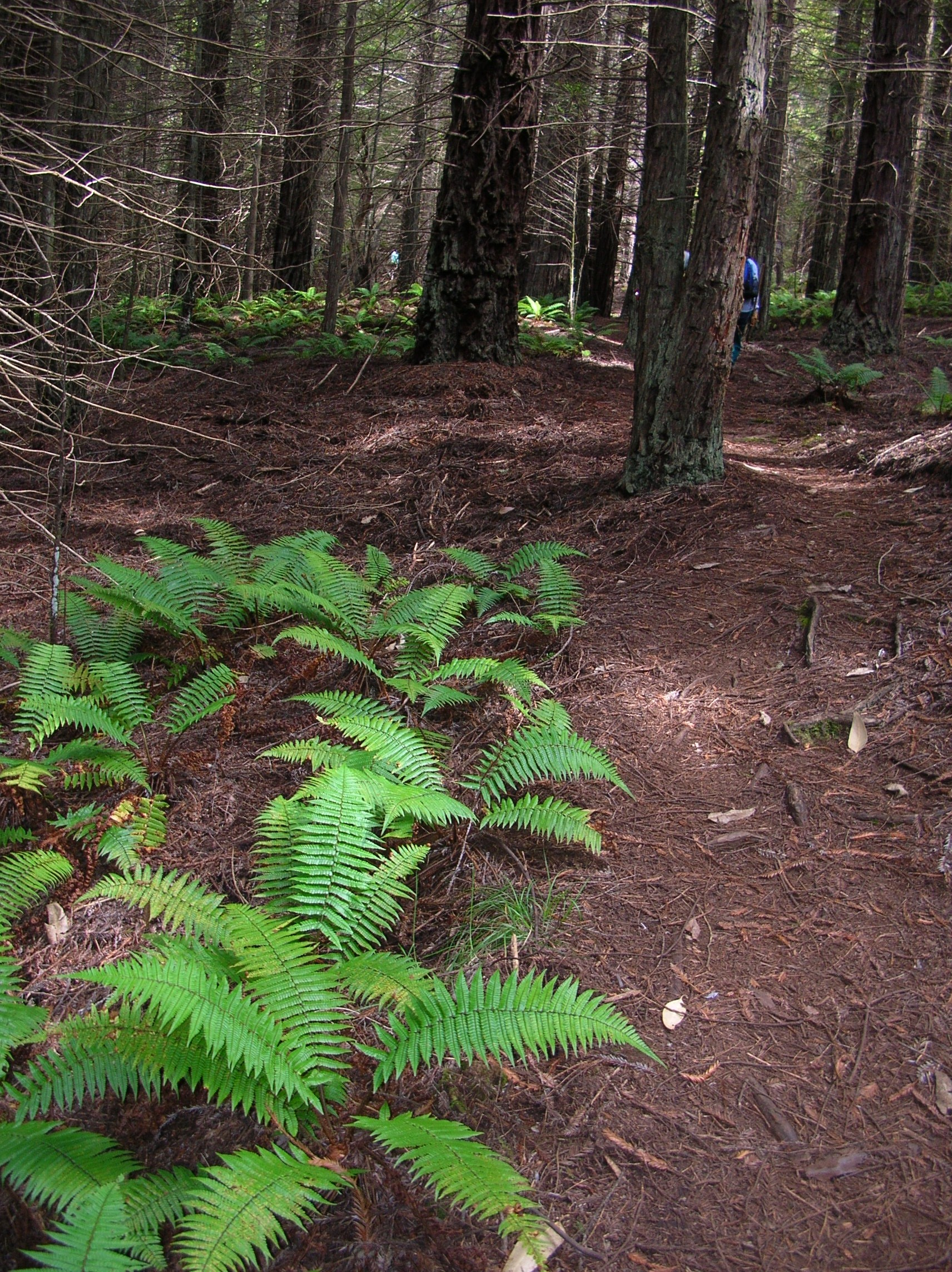
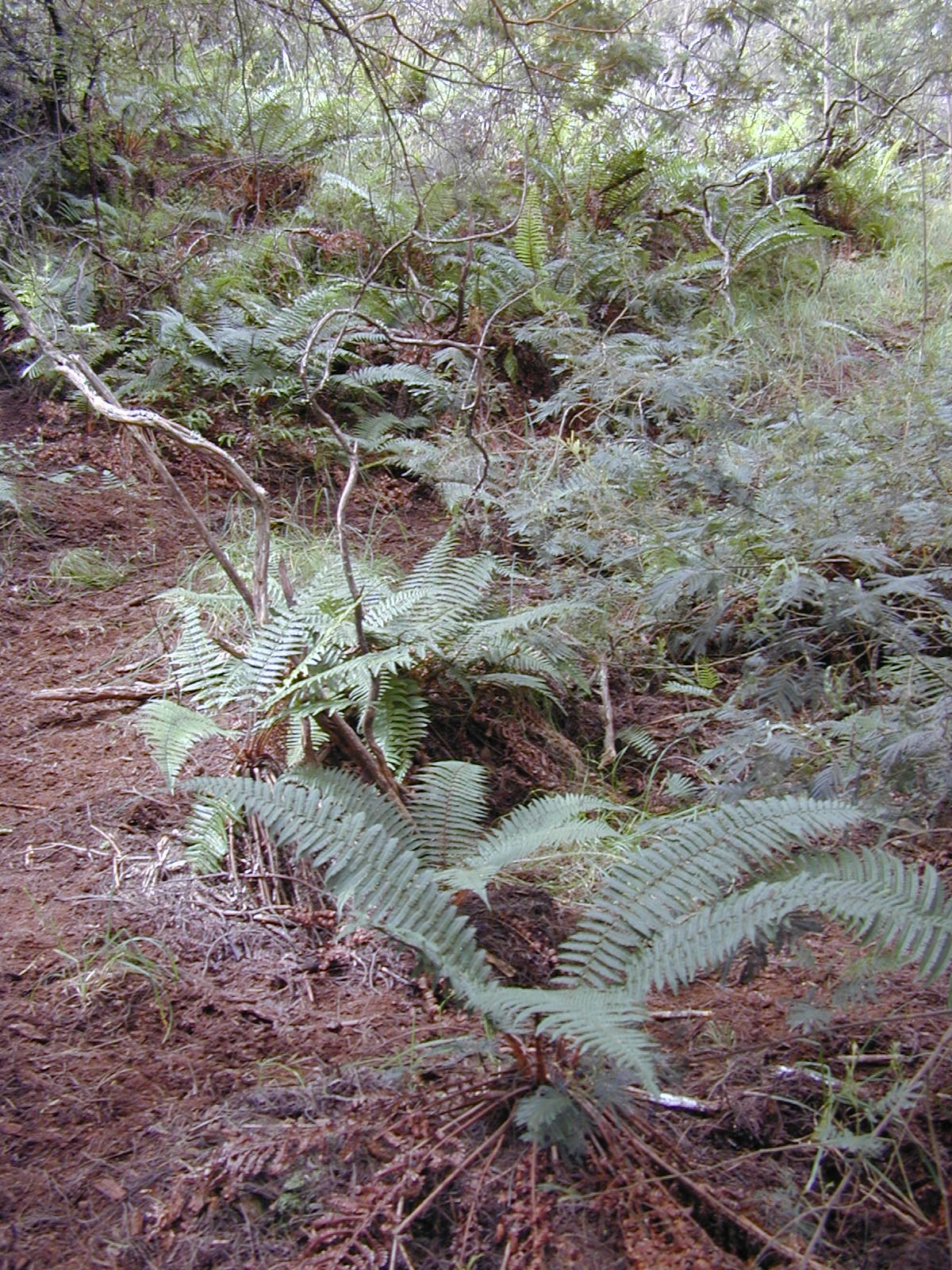
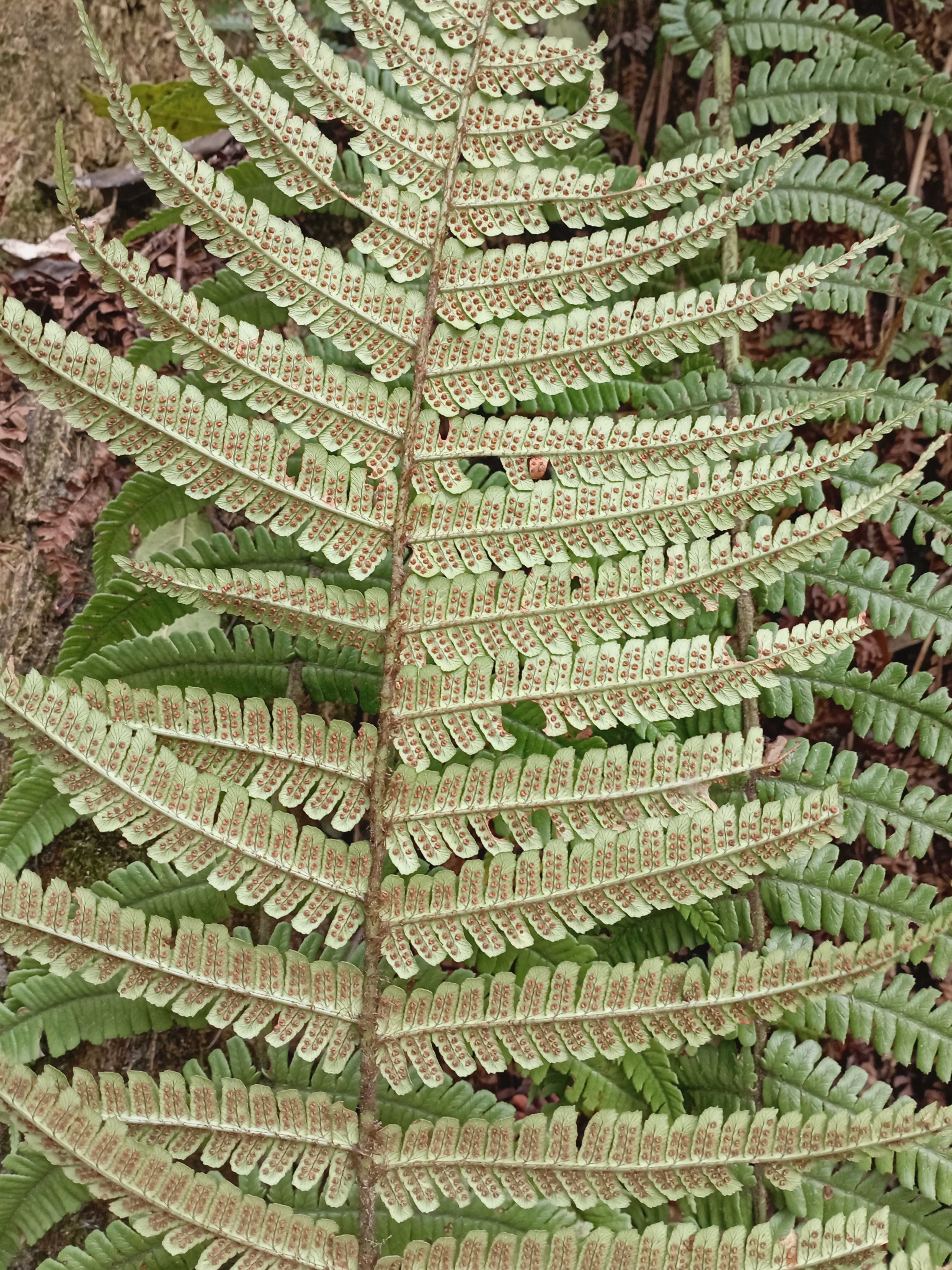